# Nick Land
Nick Land (17 de enero de 1962) es un filósofo ciberpunk inglés, bloguero y "el padre del aceleracionismo".
Cofundador del colectivo Unidad de Investigación de Cultura Cibernética (CCRU) de los años 90 junto a la teórica ciberfeminista Sadie Plant, su trabajo se ha relacionado con el desarrollo del aceleracionismo y el realismo especulativo. Sus escritos han sido descritos como "teorías-ficciones", un género que se aleja de las convenciones formales de la escritura académica.
Land también es conocido, junto con Curtis Yarvin, por desarrollar en sus últimos trabajos las ideas antiigualitarias y antidemocráticas que sustentan la neorreacción y la Ilustración Oscura. Su trabajo posterior se ha centrado cada vez más en la defensa del "racismo científico" y la eugenesia, o lo que él llama "hiperracismo".

## Carrera
Land fue profesor de filosofía continental en la Universidad de Warwick desde 1987 hasta su renuncia en 1998. En Warwick, él y Sadie Plant cofundaron la Unidad de Investigación de Cultura Cibernética. Es el autor de The Thirst for Annihilation: Georges Bataille and Virulent Nihilism, publicado en 1992, además de una gran cantidad de textos más cortos, muchos de los cuales se publicaron en la década de 1990 durante la época de Land con la CCRU. La mayoría de estos artículos se compilaron en la colección retrospectiva Fanged Noumena: Collected Writings 1987-2007, publicada en 2011.
Actualmente trabaja como editor en Urbanatomy en Shanghái y (hasta abril de 2017) enseñó en el New Centre for Research & Practice. El trabajo de Land es notable por su permutación poco ortodoxa de la teoría filosófica con la ficción, la ciencia, la poesía y el performance. Recientemente comenzó a escribir ficción de terror psicológico.
Land es fundador de dos editoriales electrónicas, Urbanatomy Electronic y Time Spiral Press (con Anna Greenspan).

## Conceptos
El trabajo de Nick Land con CCRU, así como sus escritos anteriores a la ilustración oscura, han sido enormemente influyentes en la filosofía política del aceleracionismo. Kodwo Eshun, un destacado teórico afrofuturista del Reino Unido, ha preguntado "¿Nick Land es el filósofo británico más importante de los últimos veinte años?" Junto con los otros miembros de CCRU, Land reunió ideas de ocultismo, cibernética, ciencia ficción y filosofía postestructuralista para describir los fenómenos de la aceleración tecno-capitalista. Uno de los conceptos más importantes de Land es "hiperstición", una combinación de "superstición" y "hype" que describe la acción de ideas exitosas en el ámbito de la cultura.
Más recientemente, Land ha sido un prominente teórico y defensor de la ilustración oscura, una filosofía "neorreaccionaria" que se opone al igualitarismo y, a veces, se asocia con la derecha alternativa u otros movimientos de derecha. Shuja Haider señala: "Su secuencia de ensayos que exponen sus principios se han convertido en la base del canon NRx".

## Obras
- Heidegger's 'Die Sprache im Gedicht' and the Cultivation of the Grapheme Archivado el 31 de octubre de 2020 en Wayback Machine. (Tesis de PhD, University of Essex, 1987)
- The Thirst For Annihilation: Georges Bataille and Virulent Nihilism (An Essay in Atheistic Religion) (London and New York: Routledge, 1992)
- (w/ Keith Ansell-Pearson & Joseph A. McCahery) Machinic Postmodernism: Complexity, Technics and Regulation (SAGE Publications, 1996)
- The Shanghai World Expo Guide 2010 (China Intercontinental Press, 2010)
- Shanghai Basics (China Intercontinental Press, 2010)
- Fanged Noumena: Collected Writings 1987-2007 (Urbanomic, 2011)
- Calendric Dominion (Urbanatomy Electronic, 2013)
- Suspended Animation (Urbanatomy Electronic, 2013)
- Fission (Urbanomic, 2014)
- Templexity: Disordered Loops through Shanghai Time (Urbanatomy Electronic, 2014)
- Phyl-Undhu: Abstract Horror, Exterminator (Time Spiral Press, 2014)
- Shanghai Times (Urbanatomy Electronic, 2014)
- Dragon Tales: Glimpses of Chinese Culture (Urbanatomy Electronic, 2014)
- Xinjiang Horizons (Urbanatomy Electronic, 2014)
- Chasm (Time Spiral Press, 2015)